# Dactylorhiza viridella
Dactylorhiza viridella är en orkidéart som först beskrevs av Hesl.-harr., och fick sitt nu gällande namn av Ined.. Dactylorhiza viridella ingår i Handnyckelsläktet som ingår i familjen orkidéer. Inga underarter finns listade i Catalogue of Life.